# Rick Savage
Richard Savage (* 2. prosince 1960 Sheffield) je britský baskytarista a zakládající člen rockové kapely Def Leppard.

## Život a kariéra
Na kytaru se naučil hrát v mládí společně se svým starším bratrem. Později zvolil baskytaru, protože se mu na ní oproti kytaře baskytaru hrálo lépe. Hudba se stala jeho koníčkem a tak několika spolužáky ze střední školy založili hudební skupinu, která se skládala z původních a zakládajících členů kapely Def Leppard (dříve Atomic Mass).

## Osobní život
Je ženatý, se svou manželkou Paige má tři děti: Jordana, Tylera a Scotta (jedno je z předchozího vztahu jeho manželky). Dříve žil v irském v Enniskerru, dnes žije ve svém rodném městě v Sheffieldu.
V roce 1994 onemocněl Bellovou obrnou jeho obličejové svaly častečně ochrnuly a ochably. Z nemoci se zotavil, přesto následky nemoci jsou stále patrné.
Rick v mládí hrál fotbal za Sheffield United, ale je velkým fanouškem Sheffield Wednesday FC.

## Vybavení
Rick používal od začátku kariéry baskytary značky Hamer ve tvaru Gibson Explorer, a poté značka při nahrávání alba Hysteria vyrobila jeho podpisový model Scarab ten používal do roku 1989. Od roku 1990 do roku 1999 hrál na baskytaru Hamer Chaparral Max. Během roku 1999 se dohodl se značkou Washburn na spolupráci a používal modely XB-925 na kterém měl namalovaný Union Jack a Kříž sv. Jiřího. V roce 2009 přešel ke značce Jackson a používá stejné pozadí jako u baskytar Washburn, ale tentokrát i s logem fotbalového klubu Sheffield Wednesday.